# 弗里德丰
弗里德丰（法語：Fridefont，法語發音：[fʁidfɔ̃]）是法国康塔尔省的一个市镇，位于该省东部偏南，属于圣弗卢尔区。

## 地理
弗里德丰（44°54'4"N, 3°5'12"E）面积13.96 平方千米，位于法国奥弗涅-罗讷-阿尔卑斯大区康塔爾省，该省份为法国中南部省份，位于法國中央高原中心，北起科雷兹省、上盧瓦爾省和多姆山省，西接洛特省和科雷兹省，南至阿韦龙省和洛特省，东临上盧瓦爾省和洛泽尔省。
与弗里德丰接壤的市镇（或旧市镇、城区）包括：阿勒兹、莫里讷、圣马夏尔、阿尔巴雷勒孔塔勒、瓦勒达尔科米、特吕耶尔河畔讷韦格利斯。

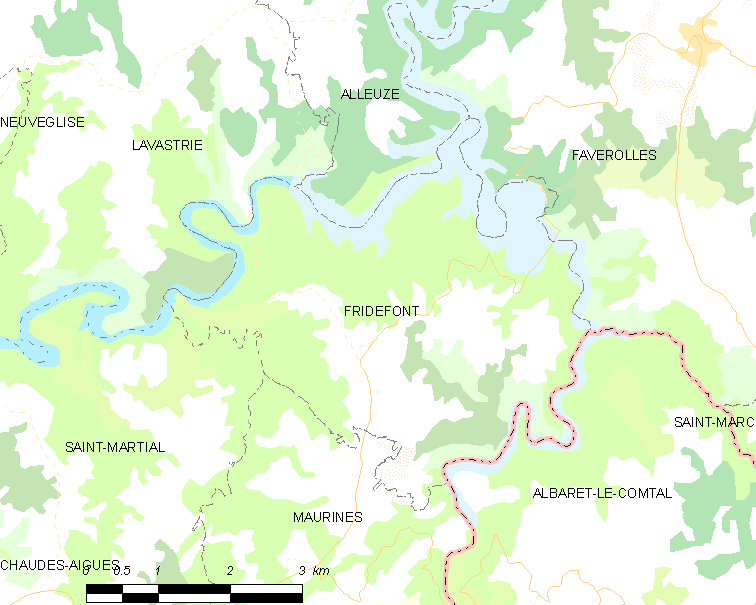
弗里德丰的OSM定位图

弗里德丰的时区为UTC+01:00、UTC+02:00（夏令时）。

## 行政
弗里德丰的邮政编码为15110，INSEE市镇编码为15073。

## 政治
弗里德丰所属的省级选区为特吕耶尔河畔讷韦格利斯县。

## 人口

1962-2008年间弗里德丰人口变化图示

弗里德丰于2022年1月1日时的人口数量为95人。